# James Bay
James Michael Bay (Hitchin, Anglaterra, 4 de setembre de 1990) és un cantautor i guitarrista anglès. El 2014, va llançar el seu senzill "Hold Back the River", que ha estat certificat platí, abans de llançar el seu primer àlbum d'estudi, Chaos and the Calm (2015). L'àlbum va ser número u al Regne Unit i el número 15 als Estats Units. El febrer de 2015, Bay va rebre el premi "Critics 'Choice" del premi Brit. En els 2016 Brit Awards va rebre el premi al Millor artista britànic masculí en solitari. Bay també va rebre tres nominacions als Premis Grammy de 2016, per Millor Artista Nou, Millor Àlbum de Rock i Millor Cançó de Rock. Al maig de 2018, va publicar el seu segon àlbum d'estudi, Electric Light.

## Vida personal
Bay va ser criat a Hitchin, Hertfordshire i va assistir a l'escola de Hitchin Boys. Amb 11 anys, Bay es va inspirar a tocar la guitarra clàssica després d'escoltar la "Layla" d'Eric Clapton, i va utilitzar una vella guitarra oxidada amb 5 cordes que va trobar en un armari a la seva casa.
Quan es va traslladar a estudiar a Brighton al British and Irish Modern Music Institute, set anys després, als 18 anys, va obtenir una educació més gran de tocar les nits de micròfon obertes de la ciutat, on va dir: "Això m'ha ensenyat molt sobre escriure i realitzar el meu i intentant mantenir el meu ". "Estic tractant de fer cançons que fan que la gent senti alguna cosa, i si tinc sort, fins i tot els mou". Bay va cridar l'atenció de Republic Records A & R després que un fan pugés un vídeo a YouTube d'ell en un micròfon obert a Londres, i dins d'una setmana es va signar amb l'etiqueta.
El seu primer EP, The Dark of the Morning, es va estrenar el 2013. Al cap d'un any va vendre la seva primera gira del Regne Unit.

## Carrera
Bay va estrenar el seu debut, The Dark of the Morning, el 18 de juliol de 2013. El seu segon EP, Let It Go, va ser llançat el 12 de maig de 2014. The Let It Go va debutar en el top 10 de la llista d'àlbums d'iTunes i el senzill, titulat "Let It Go", va arribar al top 10 en les llistes britàniques.
Bay ha realitzat en directe a la pista de Burberry i també ha enregistrat una sessió d'acústica de Burberry. Bay va recórrer amb Hozier el 2014.
Bay va gravar el seu primer àlbum d'estrena, Chaos and the Calm at Blackbird Studios, a Nashville, amb el productor Jacquire King. Va debutar al número u en les llistes britàniques i ha estat certificat platí X2.
El seu single, "Hold Back The River" va arribar al número 2 en les llistes britàniques i també ha estat certificat platí X2. També va actuar a l'escenari Pyramid en el Festival de Glastonbury al juny de 2015.
En el 2016 Brit Awards de Londres, el 24 de febrer, Bay va rebre el premi al Millor artista britànic masculí, i també va interpretar "Love yourself" amb Justin Bieber en la cerimònia. Va gravar una cançó de la cançó dels Beatles "Hey Bulldog" per a la sèrie de televisió Beat Bugs de 2016. Bay va gravar una caràtula de la cançó de Tom Petty "King's Highway" per a la pel·lícula Cars 3 de Disney / Pixar de 2017. Se sent en la pel·lícula i està inclosa en l'àlbum oficial de la banda sonora. Bay és advocat de la cooperació internacional sense ànim de lucre, WaterAid.
L'agost de 2017, Bay va publicar la seva col·lecció de moda amb Topman, #jamesbayxtopman.

## Discografia
- Chaos and the Calm (2015)
- Electric Light (2018)